# Воркапич
Воркапич (хорв. Vorkapić) — населений пункт у Хорватії, у Сисацько-Мославинській жупанії у складі громади Топусько.

## Населення
Населення за даними перепису 2011 року становило 26 осіб.
Динаміка чисельності населення поселення:

## Клімат
Середня річна температура становить 10,73 °C, середня максимальна – 25,54 °C, а середня мінімальна – -6,45 °C. Середня річна кількість опадів – 1071 мм.
| Клімат поселення                              | Клімат поселення | Клімат поселення | Клімат поселення | Клімат поселення | Клімат поселення | Клімат поселення | Клімат поселення | Клімат поселення | Клімат поселення | Клімат поселення | Клімат поселення | Клімат поселення | Клімат поселення |
| Показник                                      | Січ.             | Лют.             | Бер.             | Квіт.            | Трав.            | Черв.            | Лип.             | Серп.            | Вер.             | Жовт.            | Лист.            | Груд.            |                  |
| Середній максимум, °C                         | 7,12             | 9,10             | 13,63            | 17,88            | 22,37            | 25,54            | 24,78            | 24,02            | 20,56            | 15,55            | 9,62             | 5,37             |                  |
| Середня температура, °C                       | 0,34             | 2,30             | 6,84             | 11,09            | 15,60            | 18,75            | 20,41            | 19,68            | 16,21            | 11,19            | 5,26             | 1,02             |                  |
| Середній мінімум, °C                          | −6,45            | −4,49            | 0,06             | 4,31             | 8,80             | 11,96            | 16,07            | 15,34            | 11,86            | 6,84             | 0,92             | −3,31            |                  |
| Норма опадів, мм                              | 66               | 66               | 76               | 89               | 91               | 98               | 94               | 93               | 100              | 103              | 110              | 85               |                  |
| Середньомісячна швидкість вітру, м/с          | 1.59             | 1.70             | 2.10             | 2.00             | 1.81             | 1.70             | 1.66             | 1.50             | 1.50             | 1.52             | 1.60             | 1.61             |                  |
| Середньомісячна сонячна радіація, кДж/м²·день | 4282             | 6992             | 10580            | 15104            | 19304            | 21330            | 22505            | 19537            | 14367            | 9027             | 4751             | 3493             |                  |
| --------------------------------------------- | ---------------- | ---------------- | ---------------- | ---------------- | ---------------- | ---------------- | ---------------- | ---------------- | ---------------- | ---------------- | ---------------- | ---------------- | ---------------- |
| Джерело:                                      |                  |                  |                  |                  |                  |                  |                  |                  |                  |                  |                  |                  |                  |